# Ковалево-Боґушиці
Ковалево-Боґушиці (пол. Kowalewo-Boguszyce) — село в Польщі, у гміні Ґоздово Серпецького повіту Мазовецького воєводства.
Населення — 32 особи (2011).
У 1975-1998 роках село належало до Плоцького воєводства.

## Демографія
Демографічна структура станом на 31 березня 2011 року:
|          | Загалом | Допрацездатний вік | Працездатний вік | Постпрацездатний вік |
| -------- | ------- | ------------------ | ---------------- | -------------------- |
| Чоловіки | 15      | 0                  | 14               | 1                    |
| Жінки    | 17      | 1                  | 9                | 7                    |
| Разом    | 32      | 1                  | 23               | 8                    |